# Кузбари, Маамун
Маамун аль-Кузбари (араб. مأمون الكزبري‎, 1914 — 1998) — сирийский политик, государственный деятель, в разное время занимал посты президента, премьер-министра и спикера парламента Сирии.

## Личная жизнь
Родился в известной и уважаемой дамасской семье. Образование получил во Франции, в Лионе, где изучал международное право. После окончания учёбы вернулся в Дамаск, где работал адвокатом и преподавал в Дамасском университете. С 1963 года жил в изгнании: сначала уехал во Францию, а затем обосновался в Марокко, где преподавал в университете Рабата. После окончания гражданской войны в Ливане переехал в Бейрут, где и скончался в 1998 году. Похоронен в Дамаске.

## Политическая деятельность
В 1953 году аль-Кузбари принял участие в выборах в сирийский парламент в качестве независимого кандидата, и победил. Он выступил с поддержкой в адрес Адиба аш-Шишакли, и в октябре 1953 года был назначен спикером парламента, а затем главой Конституционной ассамблеи, разрабатывавшей новую конституцию Сирии. Кузбари также был назначен вице-президентом и генеральным секретарём Арабского Освободительного Движения — партии, созданной Шишакли в 1952 году, и ратовавшей за проведение земельной реформы, введение прогрессивного налогообложения, построения бесклассового общества, эмансипацию женщин и арабское единство. Кузбари также управлял печатным органом партии — ежедневной газетой «Арабское освобождение» (التحرير العربي).
Несмотря на то, что Кузбари практически не имел политического опыта, его происхождение и ум с успехом компенсировали этот недостаток. При Шишакли аль-Кузбари выполнял функцию смягчения его диктаторского режима и придания ему легитимности в глаза гражданского общества. После свержения режима Шишакли в феврале 1954 года, Кузбари созвал чрезвычайное заседание парламента и назначил себя президентом Сирии, а затем снял сторонников Шишакли с занимаемых постов, мотивируя это необходимостью прекращения доминирования военных в управлении государством. Однако группа офицеров, свергнувших Шишакли, попросила Кузбари уступить свои полномочия Хашиму аль-Атаси. Кузбари остался во главе Арабского Освободительного Движения. В октябре 1954 года он был избран в парламент, в феврале 1955 года назначен министром юстиции в правительстве Сабри аль-Асали, а в сентябре того же года — министром образования в правительстве Саида аль-Гази (на этом посту он пробыл до мая 1956 года). Кузбари также стал президентом Университета Дамаска.
В 1958 году Кузбари принял участие в сирийско-египетских переговорах относительно создания объединённого государства (ОАР). На время существования Объединённой Арабской Республики Кузбари самоустранился от политики. В 1961 году он поддержал выход Сирии из ОАР, обвинив Насера в диктаторских методах правления. 
В сентябре 1961 года офицеры, организовавшие переворот, выход Сирии из состава ОАР и фактическую её ликвидацию, во главе с братом Кузбари Хайдаром, обратились к нему с просьбой сформировать первый после переворота кабинет министров. Кузбари столкнулся с недостатком доверия к себе. В итоге ему пришлось самому занять посты министра обороны и министра иностранных дел, а созданный им кабинет в целом вызвал недоверие у сирийского политического истэблишмента. Вскоре и внутри офицерской верхушки переворота возникли разногласия, Хайдар аль-Кузбари был арестован, а Маамун был вынужден уйти в отставку.
В 1961 году вновь был избран в парламент. Новоизбранный президент Сирии Назим аль-Кудси назначил его спикером парламента. 28 марта 1962 года Абд аль-Карим ан-Нехлави, влиятельный офицер, по сути, стоявший у власти в то время, отстранил аль-Кудси и Кузбари от занимаемых ими должностей и заключил их в тюрьму, обвинив в подготовке захвата власти. Однако группа офицеров, поддерживавших установившийся порядок, устроила контр-переворот, и Кузбари и аль-Кудси были восстановлены в своих должностях. Кузбари оставался на своём посту до 12 сентября 1962 года.
8 марта 1963 года в Сирии произошёл очередной военный переворот, в результате которого власть перешла к партии Баас, которая оставалась сторонницей восстановления объединённого с Египтом государства. Противники союза подверглись репрессиям. Кузбари был на некоторое время вновь заключён в тюрьму, а затем лишён сирийского гражданства и выслан из страны.